# 济南中央广场

济南中央广场，曾用名中弘广场，是中国济南市的一座摩天大楼，位于历下区五指山CBD，高317公尺、62层楼，于2021年动工、预计2026年完工，是济南第五高楼。